# 사프란 (기업)

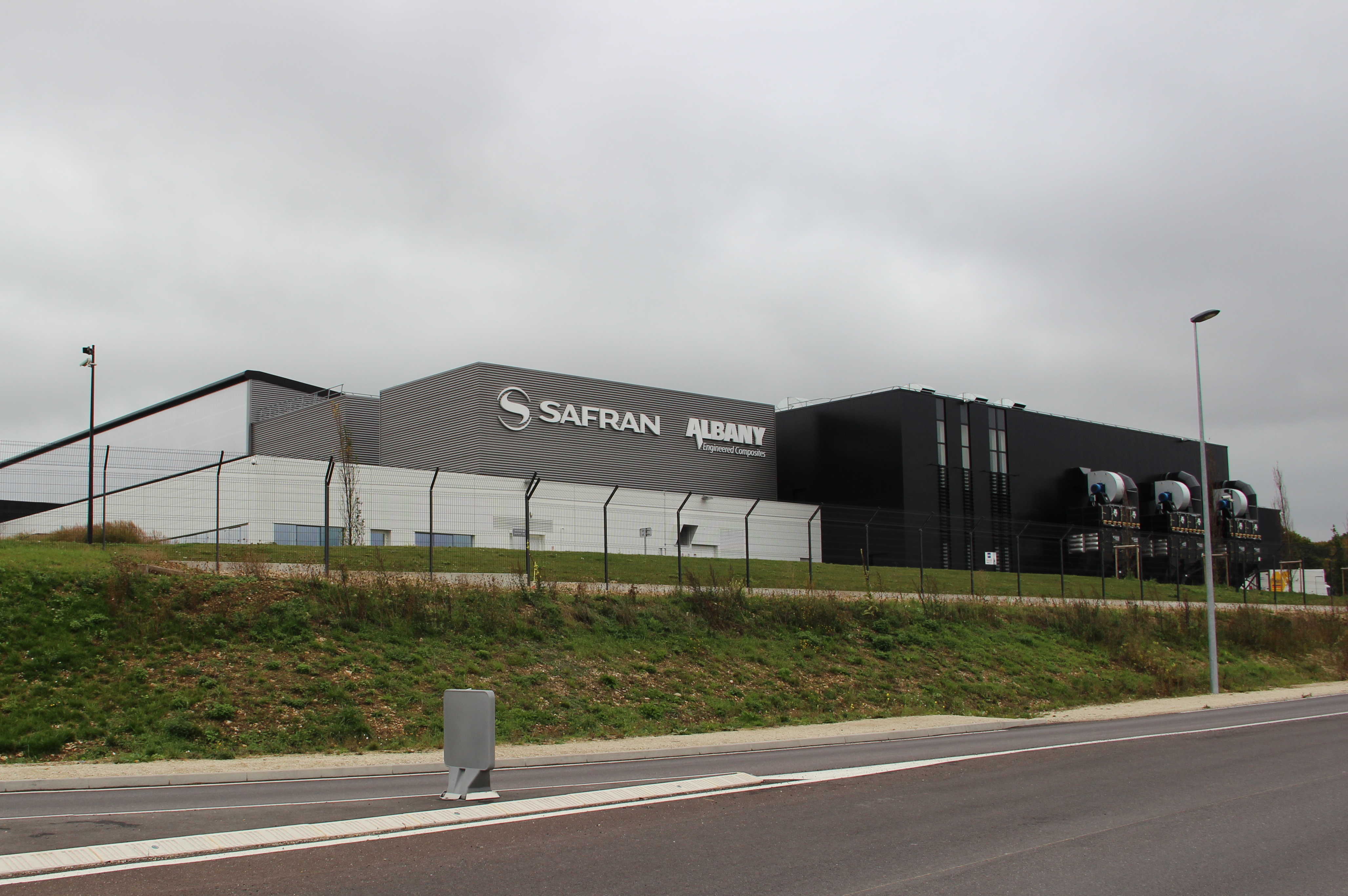

사프란 S.A.(Safran S.A.)는 프랑스의 다국적 기업으로, 항공기 엔진, 로켓 엔진, 그리고 다양한 항공우주 및 군수산업 관련 장비들과 부품들을 설계하고 개발하고 제조한다. SNECMA와 방위일렉트로닉스 전문업체 SAGEM 간의 2005년 합병을 통해 설립되었다. 사프란의 2018년 조디악 에어로스페이스를 통해 항공술 활동을 크게 확장했다.

## 같이 보기
- 항공기 엔진 제조업체 목록